# Діско (затока)
Діско (гренл. Qeqertarsuup tunua; дан. Diskobugten) — затока біля західного узбережжя Гренландії, є південно-східною акваторією Баффінової затоки. Затока Діско розділяє острів Діско і берег Гренландії, тобто фактично є протокою. Північна частина Діско практично цілорічно блокована льодом, тому сполучення з морем майже не має.
У затоці постійно дрейфують тисячі айсбергів.
Був відкритий в 985 році вікінгом Еріком Рудим. У той час район був заселений. Зараз на узбережжі затоки знаходяться поселення Аасіат, Ілуліссат, Касігіаннгуіт, Окаатсут. Найбільший півострів затоки  Нууссуак.
У 2004 році Ілуліссат-фіорд, що є частиною затоки Діско, був внесений до списку світової спадщини ЮНЕСКО.

## Географія
На південь берегова лінія складна з безліччю проток через шхери і невеликі острови в архіпелазі Аасіаат. Касігіаннгуїт та Іліманак — основні поселення на південно-східному вході, на південь від Ілуліссат-фіорд.
З півночі бухту обмежує Кекертарсуак, найбільший острів на західному узбережжі. На північ від Ілуліссату та на захід від острова Алуток, бухта перетворюється на протоку Суллорсуак, що відокремлює Кекертарсуак від півострова Нууссуак.
Це найбільша відкрита затока західної Гренландії, розміром 150 км з півночі на південь та 100 км зі сходу до заходу. Має середню глибину 400 м і середню температуру води 3,5°С. Хоча взимку вона знижується до -1,75°C, а влітку підіймається до 12°C..  
Проте ці значення поступово збільшуються з 1997 року.